# Onesia prompta
Onesia prompta är en tvåvingeart som först beskrevs av Robineau-desvoidy 1830.  Onesia prompta ingår i släktet Onesia och familjen spyflugor.
Artens utbredningsområde är Frankrike. Inga underarter finns listade i Catalogue of Life.